# 西贡岛
西贡岛（也作Pulo Saigon）曾是新加坡河中的一座小岛，位于现今羅伯遜碼頭一带的河段之间。
根据1839年的地图，该岛最初为红树林沼泽地，之后的地图显示其位置更靠近河流的北岸。在1878年的地图中首次以“Kampong Saigon”（意译：西贡村）之名出现。
1888年，英国展开拓宽加深新加坡河道的工程，改善了通往西贡岛现有仓库的交通，也使岛上的其他区域具有商业开发价值。岛上兴建了码头和桥梁，原有建筑多被拆除并为新的工业设施所取代，包括屠宰场、陶器厂及垃圾焚烧场。这些旧日工业活动使西贡岛具有考古研究价值。
1972年，新加坡河西支被填平，西贡岛遂与本岛西部相连；至1988年，岛上仅存数座年久失修的旧仓库。1991年，随着东支河道也被填平，西贡岛完全并入本岛，成为马可新路一带的一部分，不再出现在现代地图上。
2016年2月至3月，新加坡国立大学考古图书馆曾举办由陈美美策划的展览，展示关于西贡岛的虚拟文物推测。